# Нормантон
Но́рмантон (англ. Normanton) — город в районе Карпентария, северо-запад Квинсленда, Австралия. В 2016 году население Нормантона составляло 1210 человек.

## География
Нормантон находится в северо-западной части Квинсленда, недалеко от побережья залива Карпентария, на реке Норман.

## Демография
По данным переписи 2016 года, население Нормантона составило 1210 человек. 49,1 % населения составили мужчины, а 50,9 % — женщины. Средний возраст населения составлял 31 год. Дети в возрасте от 0 до 14 лет составляли 25,7 % населения, а люди в возрасте 65 лет и старше составляли 9,0 % населения. 85,7 % населения Нормантона родились в Австралии. Остальные родились в Филиппинах (0,8 %), Индии (0,8 %) и Новой Зеландии (0,7 %).

## Климат
Средняя температура составляет 28 °С. Самый теплый месяц — ноябрь, при средней температуре 34 °C, и самый холодный — июнь, при средней температуре 22 °C. Среднее количество осадков составляет 956 миллиметров в год. Самый влажный месяц — январь (263 мм осадков), а самый сухой — август (1 мм осадков).
| Показатель              | Янв.  | Фев.  | Март  | Апр. | Май  | Июнь | Июль | Авг. | Сен. | Окт. | Нояб. | Дек.  | Год   |
| ----------------------- | ----- | ----- | ----- | ---- | ---- | ---- | ---- | ---- | ---- | ---- | ----- | ----- | ----- |
| Абсолютный максимум, °C | 43,1  | 41,0  | 40,1  | 39,5 | 37,2 | 37,2 | 35,6 | 38,3 | 40,1 | 41,8 | 43,3  | 43,3  | 43,3  |
| Абсолютный минимум, °C  | 18,3  | 17,3  | 16,7  | 14,4 | 7,2  | 6,7  | 7,0  | 6,6  | 11,1 | 13,7 | 15,5  | 18,9  | 6,6   |
| Норма осадков, мм       | 260,2 | 249,2 | 157,7 | 30,9 | 7,5  | 9,2  | 3,2  | 1,7  | 3,0  | 10,5 | 45,1  | 144,4 | 922,6 |
| Средняя влажность, %    | 74    | 78    | 70    | 57   | 52   | 52   | 48   | 44   | 45   | 49   | 54    | 65    | 57    |
| Источник:               |       |       |       |      |      |      |      |      |      |      |       |       |       |